# Едвард Стивенс
Едвард Стивенс (енгл. Edward Stevens; Сент Луис, 15. септембар 1932 — Тусон, 9. јун 2013) био је амерички, веслачки репрезентативац, олимпијски победник, поморски официр и нуклеарни инжењер.
Учествовао је као члан посаде америчког осмерца на Летњим олимпијским играма 1952. у Хелсинкију и освојио златну медаљу испред осмераца Совјетског Савеза и Аустралије. Амерички осмерац је веслао у саставу: Френклин Шекспир, Вилијам Филдс, Џејмс Данбар, Ричард Марфи, Роберт Детвајлер, Хенри Проктер, Вејн Фрај, Едвард Стивенс и кормилар Чарлс Манринг.